# Фильберт, Александр Александрович
Александр Александрович Фильберт (1911—1996) — советский, российский и украинский живописец и педагог.

## Биография
Александр Александрович Фильберт родился 26 июля 1911 г. в посаде Дубовка Царицынского уезда Саратовской губернии, в семье рабочего, потомка немецких колонистов.
      В 9 лет поступил в Царицынскую школу. Первые уроки живописи вместе с братом Вячеславом (1906-1969) получил на Царицынских художественных курсах у М. Любимова и К. Финогенова.
       В 1929 году братья познакомились в Сталинграде с Алексеем Максимовичем Горьким. Он приглашал приехать в Москву и советовал учиться дальше.
        Отец будущего художника Фильберт Александр Федорович не разрешал поступать в художественный институт, но изменил своё мнение после того, как Александр принёс домой первый гонорар за публикацию рисунка в газете "Вологодская правда".
В 1931 году Александр Фильберт поступает в Киевский художественный институт на кафедру профессора Ф. Г. Кричевского. В годы учебы массовым тиражом издается созданный им плакат. Студент Фильберт становится депутатом одного из киевских райсоветов. За успешно выполненную дипломную работу был сразу принят в Союз художников СССР.
      После окончания учёбы в 1939 году, художник переехал на постоянное место проживания в Ворошиловград (ныне Луганск), где стал преподавателем специальных дисциплин в региональном художественном училище. Здесь им было создано Донецкое отделение Союза художников СССР. В 1957 году был избран делегатом 1-го съезда художников СССР.
    Александр Фильберт основал реалистическую художественную школу Донецкого края. Среди его учеников много заслуженных и народных художников республики. Его картины экспонировались на 50 международных и отечественных выставках. В конце 1990-х годов в Луганске на средства Владимира Александровича Фильберта, сына художника, открыт мемориальный музей. В числе основных произведений художника картина «Пленных ведут» (1943) и созданные в соавторстве с М. Вольштейном картины «Безработные у проходной завода ДЮМО» (1957); «Здесь шахте комсомольской быть!» (1960); «В Аральской экспедиции» (1961); «С песней о Родине».

## Награды
- Медаль «За трудовое отличие» (24 ноября 1960 года) — за выдающиеся заслуги в развитии советской литературы и искусства и в связи с декадой украинской литературы и искусства в гор. Москве[4].